# Fred Whipple Award and Lecture
Der Fred Whipple Award and Lecture der American Geophysical Union wird seit 1990 für Leistungen in Planetologie verliehen. Er ist nach Fred Whipple benannt und ist mit einem Vortrag bei der Herbst-Versammlung der AGU verbunden. Er wird in der Regel jährlich verliehen, wurde aber auch schon mit größeren Abständen verliehen.

## Preisträger
- 1990 Fred Whipple
- 1993 Eugene Shoemaker
- 1994 David J. Stevenson
- 1995 Gordon Pettengill
- 1998 John B. Adams
- 1999 Bruce C. Murray
- 2002 Thomas B. McCord
- 2004 John A. Wood
- 2005 John T. Wasson
- 2007 Raymond E. Arvidson
- 2008 Roger J. Phillips
- 2009 Jean-Pierre Bibring
- 2011 Joseph Veverka
- 2012 Steven Squyres
- 2013 Harry McSween
- 2014 Larry Soderblom
- 2015 Alfred McEwen
- 2016 John Spencer
- 2017 Michael Malin
- 2018 Philip R. Christensen
- 2019 Faith Vilas
- 2020 Robert O. Pepin
- 2021 Paul Schenk
- 2022 Ralph Lorenz
- 2023 Thomas H. Prettyman
- 2024 Suzanne E. Smrekar